# Seleção Vanuatuense de Futebol Feminino
A Seleção Vanuatuense de Futebol Feminino é a representante do país nas competições futebolísticas femininas. Ela é controlada pela Federação de Futebol de Vanuatu (VFF), entidade que é filiada a Confederação de Futebol da Oceania.
A seleção nunca participou de um campeonato mundial ou de um evento futebolístico em jogos olímpicos. Em sua história, participou de apenas uma edição do Campeonato Feminino da Oceania e de apenas um evento futebolístico dos Jogos do Pacífico.

## História
O primeiro jogo da seleção vanuatuense foi disputado em Nausori, Fiji, numa partida válida pelo evento futebolístico nos Jogos do Pacífico de 2003. Em sua estreia, contra Tonga, foi derrotada por 3 a 2. Na rodada seguinte, voltou a ser derrotada pelo Taiti e, em seguida, empatou com a seleção de Papua-Nova Guiné. Encerrou sua participação naquele evento perdendo para Fiji e Guam, e venceu sua primeira partida na história contra Quiribati (11–0).
Vanuatu era esperada para participar do Campeonato Feminino da Oceania de 2003 e 2007, mas acabou se retirando de ambos. Após sete anos de inatividade, retornou à competição internacional no Campeonato Feminino da Oceania de 2010, sediado na Nova Zelândia. Com apenas um gol marcado, Vanuatu terminou no último lugar do Grupo A, perdendo todos os seus jogos.
Em 2012, Vanuatu participou da qualificação da Oceania para os Jogos Olímpicos de 2012, no entanto, não qualificou-se devido ao seu fraco desempenho, quando perdeu seus três jogos.

#### Desempenho por edições
| Campeonato da Oceania de Futebol Feminino | Campeonato da Oceania de Futebol Feminino | Campeonato da Oceania de Futebol Feminino | Campeonato da Oceania de Futebol Feminino | Campeonato da Oceania de Futebol Feminino | Campeonato da Oceania de Futebol Feminino | Campeonato da Oceania de Futebol Feminino | Campeonato da Oceania de Futebol Feminino | Campeonato da Oceania de Futebol Feminino | Campeonato da Oceania de Futebol Feminino |
| Ano                                       | Resultado                                 | PJ                                        | V                                         | E                                         | D                                         | GM                                        | GC                                        | SG                                        |                                           |
| ----------------------------------------- | ----------------------------------------- | ----------------------------------------- | ----------------------------------------- | ----------------------------------------- | ----------------------------------------- | ----------------------------------------- | ----------------------------------------- | ----------------------------------------- | ----------------------------------------- |
| 1983                                      | Não participou                            | Não participou                            | Não participou                            | Não participou                            | Não participou                            | Não participou                            | Não participou                            | Não participou                            |                                           |
| 1986                                      | Não participou                            | Não participou                            | Não participou                            | Não participou                            | Não participou                            | Não participou                            | Não participou                            | Não participou                            |                                           |
| 1989                                      | Não participou                            | Não participou                            | Não participou                            | Não participou                            | Não participou                            | Não participou                            | Não participou                            | Não participou                            |                                           |
| 1991                                      | Não participou                            | Não participou                            | Não participou                            | Não participou                            | Não participou                            | Não participou                            | Não participou                            | Não participou                            |                                           |
| 1994                                      | Não participou                            | Não participou                            | Não participou                            | Não participou                            | Não participou                            | Não participou                            | Não participou                            | Não participou                            |                                           |
| 1998                                      | Não participou                            | Não participou                            | Não participou                            | Não participou                            | Não participou                            | Não participou                            | Não participou                            | Não participou                            |                                           |
| 2003                                      | Não participou                            | Não participou                            | Não participou                            | Não participou                            | Não participou                            | Não participou                            | Não participou                            | Não participou                            |                                           |
| 2007                                      | Não participou                            | Não participou                            | Não participou                            | Não participou                            | Não participou                            | Não participou                            | Não participou                            | Não participou                            |                                           |
| 2010                                      | Quarto lugar (Grupo A)                    | 3                                         | 0                                         | 0                                         | 3                                         | 1                                         | 21                                        | −20                                       |                                           |
| 2014                                      | Não participou                            | Não participou                            | Não participou                            | Não participou                            | Não participou                            | Não participou                            | Não participou                            | Não participou                            |                                           |
| 2018                                      | Não participou                            | Não participou                            | Não participou                            | Não participou                            | Não participou                            | Não participou                            | Não participou                            | Não participou                            |                                           |

## Categorias de base

### Sub-20
Na categoria sub-20, incluindo sub-19 e sub-18, a seleção de Vanuatu participou de três edições do Campeonato Feminino Sub-20 da OFC. Em sua estreia, em 2006, terminou em último lugar de seu grupo. Oito anos depois, voltou a participar do torneio que contou com apenas quatro participantes. Vanuatu terminou em último lugar, perdendo todos os seus jogos.
Vanuatu conquistou sua melhor campanha na edição de 2015, quando venceu sua primeira partida.

#### Desempenho por edições
| Campeonato Feminino Sub-19 da OFC | Campeonato Feminino Sub-19 da OFC | Campeonato Feminino Sub-19 da OFC | Campeonato Feminino Sub-19 da OFC | Campeonato Feminino Sub-19 da OFC | Campeonato Feminino Sub-19 da OFC | Campeonato Feminino Sub-19 da OFC | Campeonato Feminino Sub-19 da OFC | Campeonato Feminino Sub-19 da OFC | Campeonato Feminino Sub-19 da OFC |
| Ano                               | Resultado                         | PJ                                | V                                 | E                                 | D                                 | GM                                | GC                                | SG                                |                                   |
| --------------------------------- | --------------------------------- | --------------------------------- | --------------------------------- | --------------------------------- | --------------------------------- | --------------------------------- | --------------------------------- | --------------------------------- | --------------------------------- |
| 2002                              | Não participou                    | Não participou                    | Não participou                    | Não participou                    | Não participou                    | Não participou                    | Não participou                    | Não participou                    |                                   |
| 2004                              | Não participou                    | Não participou                    | Não participou                    | Não participou                    | Não participou                    | Não participou                    | Não participou                    | Não participou                    |                                   |
| 2006                              | Quarto lugar (Grupo A)            | 3                                 | 0                                 | 1                                 | 2                                 | 2                                 | 16                                | −14                               |                                   |
| 2010                              | Não participou                    | Não participou                    | Não participou                    | Não participou                    | Não participou                    | Não participou                    | Não participou                    | Não participou                    |                                   |
| 2012                              | Não participou                    | Não participou                    | Não participou                    | Não participou                    | Não participou                    | Não participou                    | Não participou                    | Não participou                    |                                   |
| 2014                              | Último lugar                      | 3                                 | 0                                 | 0                                 | 3                                 | 0                                 | 20                                | −20                               |                                   |
| 2015                              | Terceiro lugar                    | 4                                 | 1                                 | 2                                 | 1                                 | 9                                 | 23                                | −14                               |                                   |
| 2017                              | Não participou                    | Não participou                    | Não participou                    | Não participou                    | Não participou                    | Não participou                    | Não participou                    | Não participou                    |                                   |
| / 2019                            | Ainda não disputado               | Ainda não disputado               | Ainda não disputado               | Ainda não disputado               | Ainda não disputado               | Ainda não disputado               | Ainda não disputado               | Ainda não disputado               |                                   |

### Sub-17
Na categoria sub-17/16, a seleção vanuatuense participou de apenas uma edição do Campeonato Feminino da OFC. Na ocasião, disputou a edição de 2016 e, apesar da eliminação na primeira fase, conquistou uma vitória contra Fiji. No ano seguinte, estava programada como participante, mas desistiu antes do início do torneio.

#### Desempenho por edições
| Campeonato Feminino Sub-17 da OFC | Campeonato Feminino Sub-17 da OFC | Campeonato Feminino Sub-17 da OFC | Campeonato Feminino Sub-17 da OFC | Campeonato Feminino Sub-17 da OFC | Campeonato Feminino Sub-17 da OFC | Campeonato Feminino Sub-17 da OFC | Campeonato Feminino Sub-17 da OFC | Campeonato Feminino Sub-17 da OFC | Campeonato Feminino Sub-17 da OFC |
| Ano                               | Resultado                         | PJ                                | V                                 | E                                 | D                                 | GM                                | GC                                | SG                                |                                   |
| --------------------------------- | --------------------------------- | --------------------------------- | --------------------------------- | --------------------------------- | --------------------------------- | --------------------------------- | --------------------------------- | --------------------------------- | --------------------------------- |
| 2010                              | Não participou                    | Não participou                    | Não participou                    | Não participou                    | Não participou                    | Não participou                    | Não participou                    | Não participou                    |                                   |
| 2012                              | Não participou                    | Não participou                    | Não participou                    | Não participou                    | Não participou                    | Não participou                    | Não participou                    | Não participou                    |                                   |
| 2016                              | Quarto lugar (Grupo B)            | 3                                 | 1                                 | 0                                 | 2                                 | 5                                 | 14                                | −9                                |                                   |
| 2017                              | Não participou                    | Não participou                    | Não participou                    | Não participou                    | Não participou                    | Não participou                    | Não participou                    | Não participou                    |                                   |
| 2019                              | Ainda não disputado               | Ainda não disputado               | Ainda não disputado               | Ainda não disputado               | Ainda não disputado               | Ainda não disputado               | Ainda não disputado               | Ainda não disputado               |                                   |